# Ida Hiedler
Pour les articles homonymes, voir Hiedler.
Ida Hiedler est une soprano autrichienne née le 25 août 1867 à Vienne et morte le 13 août 1932 à Berlin.

## Biographie
Ida Hiedler naît le 25 août 1867 à Vienne. Très tôt, elle fait preuve d'un grand talent en musique, ce qui la mène à entrer au conservatoire de Vienne, où elle étudie pendant quatre ans avec un professeur de renom. Sa carrière commence en 1887, lorsqu'elle participe à trois représentations théâtrales au Staatsoper Unter den Linden, à la suite desquelles lui est proposé un contrat de trois ans.
En 1895, elle joue Evchen dans Die Meistersinger von Nürnberg de Wagner et l'année suivante, elle joue Vénus dans l'opéra Tannhäuser de Wagner, au théâtre de la Hesse de Wiesbaden,,. En 1902, elle joue dans La Walkyrie de Wagner à Berlin.